# Clavija schwackeana
Clavija schwackeana är en viveväxtart som beskrevs av Carl Christian Mez. Clavija schwackeana ingår i släktet Clavija och familjen viveväxter. Inga underarter finns listade i Catalogue of Life.